# Sekularisering
Sekularisering (af latin saeculum = "århundrede", "såtid" altså: at bringe ind i tiden) er en verdsliggørelse af forhold, som ellers har været styret ud fra religiøse hensyn. I samfundsmæssig sammenhæng har det medført en adskillelse mellem religion og stat, og inden for filosofien har det betydet, at argumentation ud fra gudsbegrebet er forladt til fordel for andre grundlæggende teser (se f.eks. Francis Bacon og René Descartes).
I det 21. århundrede taler stadig flere sociologer, filosoffer og andre forskere om post-sekularisering. Betegnelsen er et udtryk for, at sekulariseringen er stoppet, og at religionen er vendt tilbage eller bare har fortsat.
Den amerikanske sociolog Peter L. Berger definerer sekularisering som en proces der foregår på tre stadier: På makroniveau henviser sekularisering til at dele af kulturen og samfundet løsriver sig fra religiøse institutioner- og symboler. I vestlig kontekst henviser dette til den kristne kirkes tilbagegang fra religiøse institutioner, der før var under dennes herskab. Når man taler om symboler og kultur implicerer sekularisering religionens forsvinden fra kunst, filosofi og litteratur- og naturvidenskabens fremgang som foretrukken forklaringsmodel af verden. Derudover indebærer sekularisering også en sekularisering af bevidstheden. I vesten forklarer forklarer et stigende antal mennesker verden og deres tilværelse i den uden religiøse forklaringsmodeller.
Peter Bergers definition er blevet kritiseret og anfægtet fra flere sider. En indvending kommer blandt andet fra den amerikansk-østrigske sociolog Thomas Luckmann, der i sin bog "The Invisible Religion" (1967) anfægter sekulariseringen, da en kirkens tilbagegang fra samfundets institutioner ikke er lig med et fald i religiøsitet. Luckmann går ud fra en antropologisk-funktionalistisk religionsdefinition, der bestemmer mennesket "som et religiøst væsen" og religion som "det som lader mennesket blive til menneske". For Luckmann er religion altså en antropologisk konstant og det betyder, at kirkens tilbagetog fra samfundets institutioner ikke betyder et fald i religiøsitet, men religionens indtrængning i den private sfære.